# Gubernia erywańska

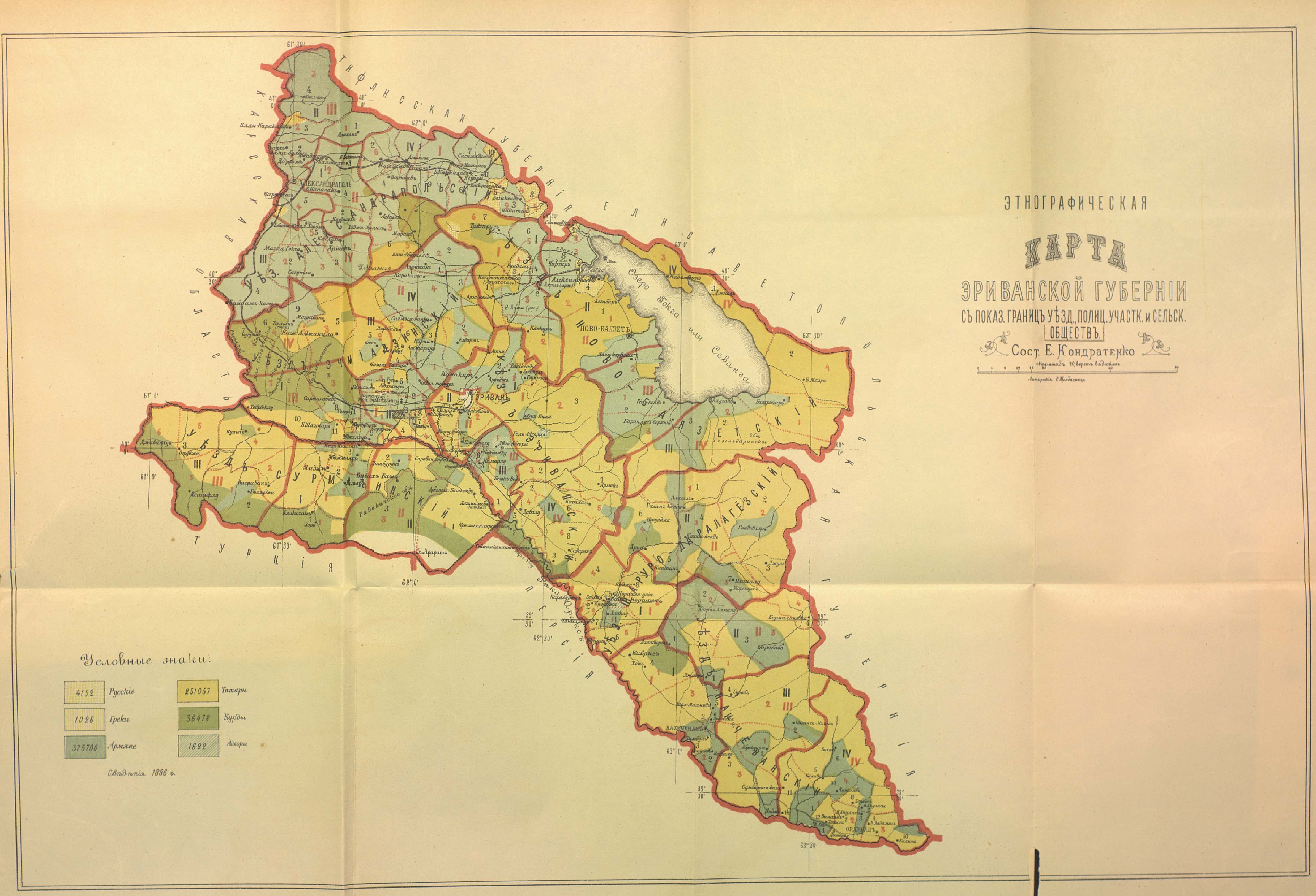
Gubernia erywańska (1886) – mapa etnograficzna

Gubernia erywańska lub erewańska (ros. Эриванская губернія) – jednostka administracyjna Imperium Rosyjskiego w składzie Namiestnictwa Kaukaskiego. Powierzchnia – 27 830 km², liczba mieszkańców – 829 556 osób (według spisu z 1897). Siedziba władz – Erywań. 
Gubernia erywańska została utworzona 9 kwietnia 1849 roku z istniejącego wcześniej obwodu armeńskiego (1828–1840), utworzonego z ziem oderwanych w 1828 od Persji mocą traktatu turkmenczajskiego. Zajmowała centralną część dzisiejszej Republiki Armenii, dzisiejszą turecką prowincję Iğdır i azerbejdżański dziś Nachiczewan. Graniczyła od zachodu z obwodem karskim, od południa z Imperium Osmańskim i Persją, od wschodu i północnego wschodu z gubernią jelizawietpolską, od północy z gubernią tyfliską. Gubernia erywańska była jedyną gubernią Imperium Rosyjskiego zamieszkałą w większości przez Ormian. W 1905 jej ziemie były miejscem zamieszek ormiańsko-azerskich. W 1918 większość jej ziem weszła w skład niepodległej Demokratycznej Republiki Armenii, a następnie Armeńskiej Socjalistycznej Republiki Radzieckiej. 
W 1872 gubernia armeńska składała się z siedmiu powiatów. 
|   | powiat                | siedziba władz | powierzchnia w km² | ludność w tys. (1897) |
| - | --------------------- | -------------- | ------------------ | --------------------- |
| 1 | aleksandropolski      | Aleksandropol  | 3.759,8            | 168.435               |
| 2 | nachiczewański        | Nachiczewan    | 3.858,8            | 86.878                |
| 3 | nowobajazydzki        | Nowo-Bajazyd   | 6.123,8            | 112.111               |
| 4 | surmalijski           | Iğdır          | 3.245,0            | 88.844                |
| 5 | szarursko-daralageski | Basz-Noraszen  | 2.972,3            | 76.551                |
| 6 | erywański             | Erywań         | 3.032,0            | 127.072               |
| 7 | eczmiadzyński         | Wagharszapat   | 3.858,0            | 124.643               |

Według danych spisu powszechnego z 1897 56% ludności guberni stanowili Ormianie, 37,5% – Azerowie (zwani wówczas "Tatarami azerbejdżańskimi"), 5,9% – Kurdowie, 2,1% – Rosjanie, poza tym gubernię zamieszkiwali Grecy, Gruzini, Żydzi i Cyganie. Azerowie przeważali w powiatach erywańskim, nachiczewańskim, szarursko-daralageskim i surmalijskim, Ormianie – w trzech pozostałych. 
| powiat                | Ormianie | Azerowie | Kurdowie | Rosjanie | Asyryjczycy |
| --------------------- | -------- | -------- | -------- | -------- | ----------- |
| aleksandropolski      | 85,5%    | 4,7%     | 3,0%     | 3,4%     | ...         |
| nachiczewański        | 34,4%    | 63,7%    | ...      | ...      | ...         |
| nowobajazydzki        | 66,3%    | 28,3%    | 2,4%     | 2,2%     | ...         |
| surmalijski           | 30,4%    | 46,5%    | 21,4%    | ...      | ...         |
| szarursko-daralageski | 27,1%    | 67,4%    | 4,9%     | ...      | ...         |
| erywański             | 38,5%    | 51,4%    | 5,4%     | 2,0%     | 1,5%        |
| eczmiadzyński         | 62,4%    | 29,0%    | 7,8%     | ...      | ...         |
| łącznie               | 53,2%    | 37,8%    | 6,0%     | 1,6%     | ...         |

## Gubernatorzy erywańscy
- 1849–59 Iwan Nazarow
- 1860–62 Michał Astafjew
- 1862–63 Nikołaj Kolubakin
- 1863–65 Aleksiej Charitonow
- 1869–73 Nikołaj Karmalin
- 1873–80 Michaił Rosławlew
- 1880–90 Michaił Szalikow
- 1891–95 Aleksandr Frese
- 1896–1916 Władimir Tiesenhausen
- 1905 Louis Joseph Jérôme Napoléon
- 1905–06 Maksud Alichanow-Awarski
- 1916–17 Arkadij Strielbicki
- 1917 W.A. Charłamow
- 1917 Awetis Agarian
- 1917 Sokrat Tiurosjan